# さらしなの里
さらしなの里（さらしなのさと）は、東京都中央区築地三丁目にある1899年（明治32年）創業で、株式会社築地さらしなの里が運営する蕎麦屋。

## 概要
さらしなの里は、麻布永坂「更科」（現・更科堀井）の最初の暖簾分けの支店である。更科堀井の創業は1789年（寛政元年）、信州出身で信州特産晒布の高遠藩主保科家御用布屋だった八代目清右衛門が、領主保科兵部少輔からそば打ちがうまいのを見込まれ、布屋よりも蕎麦屋の方が良いのではと勧められ、麻布永坂町の保科家の江戸屋敷傍に、そば屋「信州更科蕎麦所 布屋太兵衛」を創業したのが始まり。
当初は、大名屋敷や寺院などに出入していたが、明治時代半ばの最盛期には、皇室や宮家などにも出前を届けた。創業以来、五代目布屋松之助に至るまで、麻布永坂「更科」は一軒も支店を出さなかった。一門の古いしきたりで、暖簾分けには分店と支店のふた通りがあり、分店と名乗れるのは本家の子どもが新たに出した店の場合に限られた。1869年（明治2年）、神田錦町に初めての分店「神田錦町更科分店」が開店した。初めての支店は、1899年（明治32年）に開店した初代赤塚善次郎「麻布永坂更科支店布屋善次郎」、後の「さらしなの里」である。。
信濃の国はかつては科（シナ）野の国で、科の木の多いところだった。この木の皮を剥いで縄につくり、布を織ったり、紙をすいたりした。この科の皮は丈夫なので桶のたがにも利用されていた。

## 沿革

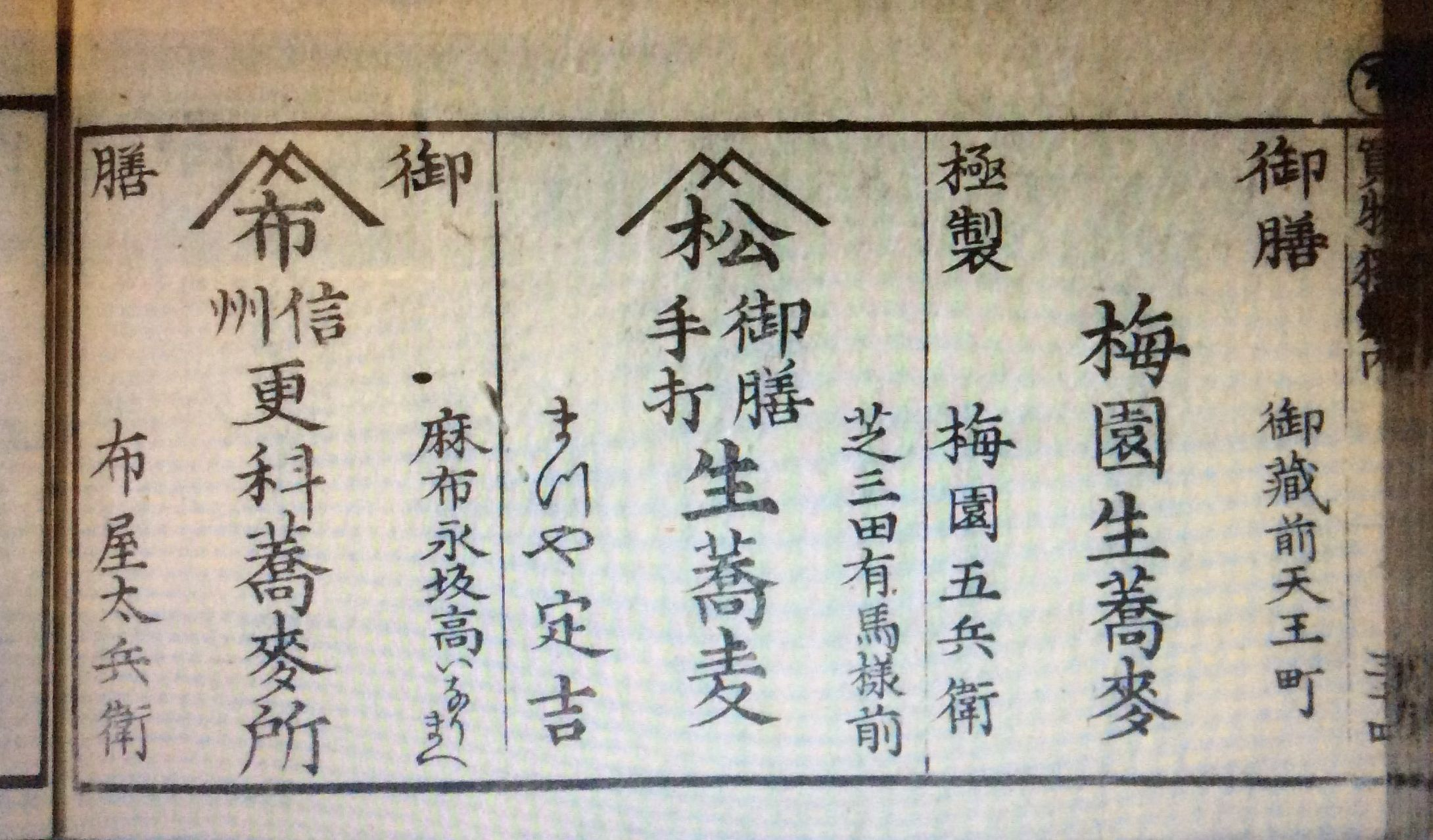
文政7年（1824年）、『江戸買物独案内』、名物そば屋（御膳蕎麦所）より

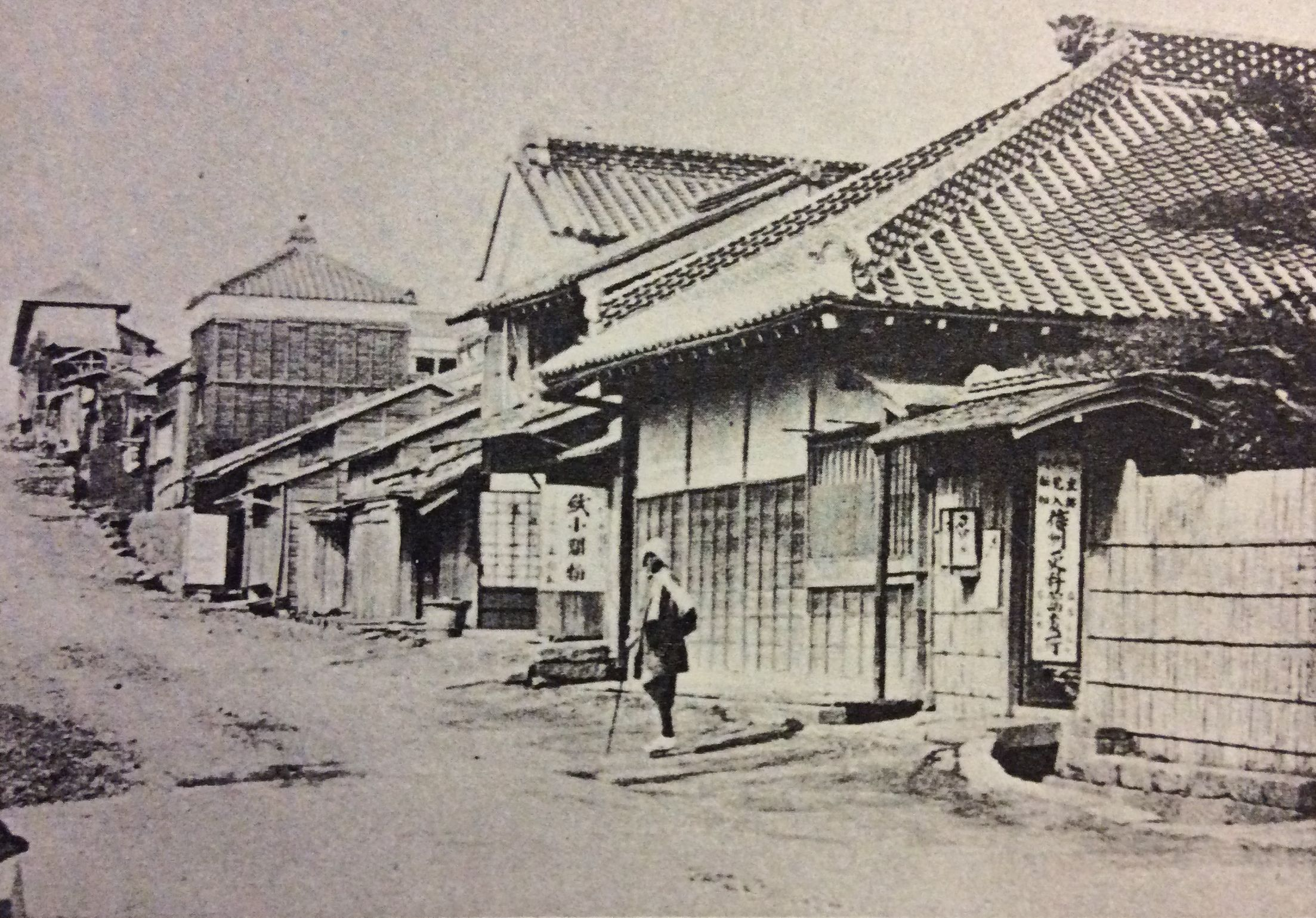
明治10年（1877年）頃、『一億人の昭和史 明治上』、明治10年頃の永坂更科より

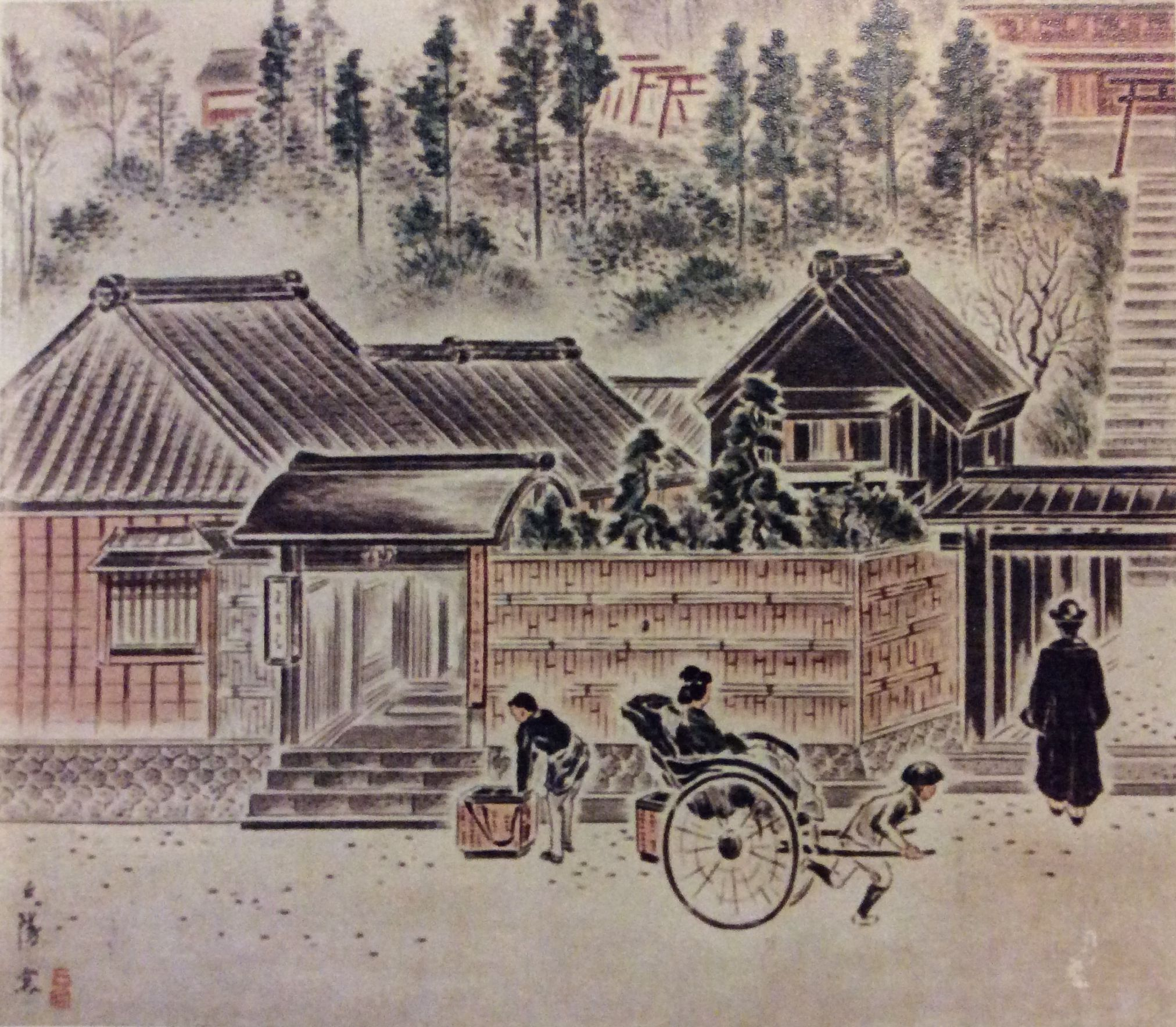
明治31年（1898年）頃、『永坂町更科蕎麦店の図』（山本松谷画）より

- 1789年（寛政元年） - 堀井家は信州高遠の保科松平家の御用布屋で、信州特産の晒布を江戸屋敷に納入していた。初代は布屋太兵衛（堀井清助）といい、麻布1番通り竹屋町にある保科家の屋敷の長屋に滞在を許されていた。清助は1693年（元禄6年）の秋ここで世を去った。八代目堀井清右衛門（現「更科堀井」初代布屋太兵衛）のとき、御領主からそば打ちがうまいのを見込まれ、布屋よりも蕎麦屋の方が良いのではと勧められ、麻布永坂町の三田稲荷（高稲荷）下に「信州更科蕎麦所 布屋太兵衛」の看板を掲げた[6]。
- 1824年（文政7年） - 『江戸買物独案内 飲食之部』、名物そば屋（御膳蕎麦処）、18軒に、「信州 更科蕎麦所 麻布永坂高いなりまえ 布屋太兵衛」が挙げられている[3]。
- 1848年（嘉永元年） - 『江戸名物酒飯手引草』には、120軒のそば屋の中の「更科」の屋号6軒中に「更科生そば麻布永坂町布袋屋太兵衛」と誤って挙げられている。
- 1858年（安政6年） - 本店四代目布屋太兵衛没。
- 1869年（明治2年） - 麻布永坂「更科」は神田錦町に初代堀井丈太郎「神田錦町分店」を開店した。創業以来五代目に至るまで、一軒も分店・支店を出していなかった。
- 1873年（明治6年） - 本店五代目布屋松之助没。
- 1875年（明治8年） - 名字必称の令により、屋号「布屋」から「堀井」と改め、六代目堀井松之助となる。
- 1876年（明治9年） - 赤塚善次郎（後の「麻布永坂更科支店布屋善次郎」初代）生まれる。
- 1884年（明治17年） - 赤塚善次郎は8歳のとき、麻布永坂「更科」本店に奉公に出された。善次郎の母まきは、新橋露月町（現・新橋五丁目附近）のそば屋の娘で、米屋に嫁いだが、明治初期の混乱で廃業した。
- 1894年（明治27年） - 赤塚善次郎は17、8歳の頃、麻布永坂「更科」本店の板前を務めていた。この間、母まきは、銀座新地（現・銀座五丁目附近）に移転していた実家のそば屋に身を寄せ、善次郎の4人の弟妹を育てた。
- 1899年（明治32年） - 本店で15年間修行した善次郎は23歳で独立した。深川佐賀町に、初代布屋善次郎（赤塚善次郎）「麻布永坂更科支店布屋善次郎」を開店、麻布永坂「更科」初の支店である。

明治31年の麻布永坂町の蕎麦店「更科」
- 1912年（明治45年） - 都内有数の三業地（芸者の置屋、待合茶屋、料理屋の営業が許可されていた地域）として栄えていた牛込神楽坂へ移転、看板は「永坂更科牛込通寺町支店」である。
- 1930年（昭和5年） - 不景気のどん底の年で、更科一門もそばの値段を下げた。この時の麻布永坂「更科」一門は、麻布永坂本店、下谷池之端仲町分店、神田錦町分店、牛込通寺町支店、芝二本榎西町支店、府下品川町歩行新宿支店、京橋区尾張町支店、麹町区有楽町支店の8店だが、尾張町と有楽町は同経営者なので全部で7店で、巷間「更科お七軒様」と呼ばれていた。
- 1936年（昭和11年）
  - 初代布屋善次郎を継いだのは、婿養子の二代目布屋善次郎（赤塚正治）となる。
  - 本店堀井良造（後の本店八代目）生まれる。
- 1939年（昭和14年） - 初代赤塚善次郎は、大東京蕎麦商組合の組合長を務めた。
- 1941年（昭和16年） 
  - 初代布屋善次郎は65歳でこの世を去る。
  - 本店七代目堀井保のとき、大正末期から昭和初期にかけての、関東大震災、国内外の金融恐慌、堀井家が出資していた麻布銀行の倒産等の影響により廃業に追い込まれる。本店の廃業とともに、廃業する支店も多く出て、「錦町」と「有楽町」の支店のみとなる。本店危機にさいして、親族、一門が集まった時、血縁関係から錦町が本店を継ぐのが筋ではないかという話も出たが、二代目布屋善次郎（堀井亀雄）は「店は錦町一軒だけで十分」といって断り、本店七代目堀井保の身柄を引取った。
- 1942年（昭和17年） - 大東亜戦争で永坂の店が焼失、本店の堀井良造と母きん、良造のきょうだい2人で麻布を去る。
- 1943年（昭和18年） - 赤塚昭二（後の三代目）生まれる。
- 1944年（昭和19年） - 二代目赤塚正治は出征、店は強制疎開で閉鎖された。
- 年代不詳 - 二代目赤塚正治が復員したが、栃木県佐野市に疎開したとき、店の看板を近所の鳥料理屋にあげてしまったことを聞いた正治は、「もうそば屋はやらない」と大いに怒ったとゆう。そして、二代目赤塚正治は青果業に転業、牛込更科は廃業した。
- 1967年（昭和42年） - 赤塚昭二は大学卒業後、一門の「布恒更科」で修行し、三代目布屋善次郎（赤塚昭二）「さらしなの里」を開店した。二代目正治は廃業したことを悔やんでいたが、「さらしなの里」の店名は正治が付けた。店の場所は、初代善次郎の母まきが実家から譲り受けた土地で、当初は銀座だったが、震災後の区画整理で築地が替え地になった。
- 1973年（昭和48年） - 赤塚滋行（後の四代目）生まれる。
- 1977年（昭和52年） - 鉄筋コンクリート造の3階建を新築。
- 2003年（平成15年）5月 - 築地にほど近い所に移転。昭二の長男滋行は、大学卒業後、「虎ノ門大坂屋砂場」にて1年間修行の後、一門の「布恒更科」にて手打ちそばの基礎を学び、四代目布屋善次郎（赤塚滋行）「さらしなの里」となる。

## 交通アクセス
鉄道
- 東京メトロ日比谷線 - 築地駅より徒歩1分、東京メトロ有楽町線 - 新富町駅より徒歩3分。

## ギャラリー
- 店舗入口回りを見る（2016年3月3日撮影）
- 店頭に置かれたお品書き（2016年3月3日撮影）
- 店内、支店開業当時の写真がある（2016年3月3日撮影）
- 小せいろ三色そば（よもぎそば、さらしなそば、手打ちそば、）（2016年3月3日撮影）